# Rocksmith
A Rocksmith egy zenei játék, ami szórakoztató módon oktatja felhasználóját valódi gitáron játszani. A program fejlesztője és kiadója a Ubisoft. A játék magja a Guitar Rising nevű soha be nem fejezett oktatóprogram technológiáján alapul. A játék fő célja, hogy különféle kontrollerek helyett, egy igazi elektromos gitár segítségével a játékosok valós gitártudást szerezzenek, amelyet aztán a játékon kívül is használni tudnak. Észak-Amerikában a program PlayStation 3 és Xbox 360 platformokra már 2011-ben megjelent. A Windows kiadást többször elhalasztották, végül 2012 október 16-án jelent meg.

## Speciális követelmények
A Rocksmith játék minden változata tartalmazza az úgynevezett "Hercules" adaptert, aminek egyik vége egy hagyományos 6.35 mm-es jack kimenet az elektromos gitár felé, míg a másik vége egy USB csatlakozó, melynek segítségével PC-re, PlayStation 3-ra vagy Xbox 360-ra egyaránt csatlakoztatható a hangszer. Míg az elektromos gitárok szinte mindegyike alapból rendelkezik a szükséges csatlakozó felülettel, addig az akusztikus gitárok többségéhez kiegészítő felszerelésre (pl. hangszedőre) van szükség ahhoz, hogy a játékhoz csatlakoztatható legyen.
Az egyjátékos és a többjátékos módhoz ugyan nincsen szükség folyamatos internet kapcsolatra ám egyes tartalmak eléréséhez, valamint a játék aktiválásához online kapcsolat szükséges!

## Kiszerelések
A játék különféle kiszerelésekben jelent meg, így széles közönséget tud kiszolgálni az abszolút kezdőktől a tapasztaltabb gitárosokig.

### Alapcsomag
Az alapcsomag minden platformon tartalmazza a játékot magát, valamint a gitár és a játékkonzolok vagy PC összekapcsolásához szükséges "Hercules" adapter-kábelt. Azok számára ajánlott, akik már rendelkeznek valamilyen elektromos, vagy elektro-akusztikus gitárral. Az alapcsomag minden platformon elérhető.

### Gitár + játék csomag
A játék elérhető egy valódi, jobbkezes Epiphone Les Paul Junior gitárral együtt is, mely a gitár, az alapjáték és a "Hercules" kábel mellett tartalmaz egy hevedert, 2 pengetőt, valamint a bundok részére számozott matricákat is. A gitár + játék csomag minden platformon elérhető. A gitár + játék csomag kizárólag jobbkezes gitárral kerül forgalomba ezért a gyártó hivatalosan az alapcsomagot ajánlja a balkezes gitárral játszani kívánó felhasználóknak.

### Hercules adapter-kábel
A többjátékos mód használatához szükség van a játékcsomagokban elérhető adapter-kábelen túl egy másodikra is, ami önálló tételként beszerezhető.

## Zenei kínálat
Az európai megjelenés idején a kiadott játékban elérhető zenei kínálat a Rocksmith weboldala alapján:
| Zeneszám                       | Előadó                          | Kiadás éve |
| ------------------------------ | ------------------------------- | ---------- |
| "House of the Rising Sun"      | The Animals                     | 1964       |
| "When I'm with You"            | Best Coast                      | 2010       |
| "I Got Mine"                   | The Black Keys                  | 2008       |
| "Next Girl"                    | The Black Keys                  | 2010       |
| "Song 2"                       | Blur                            | 1997       |
| "Step Out of the Car"          | The Boxer Rebellion             | 2011       |
| "Rebel Rebel"                  | David Bowie                     | 1974       |
| "Sunshine of Your Love"        | Cream                           | 1967       |
| "We Share the Same Skies"      | The Cribs                       | 2009       |
| "Boys Don't Cry"               | The Cure                        | 1979       |
| "Slow Hands                    | Interpol                        | 2004       |
| "Well OK Honey"                | Jenny O                         | 2010       |
| "Sweet Home Alabama"           | Lynyrd Skynyrd                  | 1974       |
| "In Bloom"                     | Nirvana                         | 1991       |
| "Breed"                        | Nirvana                         | 1991       |
| "Where is My Mind?"            | Pixies                          | 1988       |
| "High and Dry"                 | Radiohead                       | 1995       |
| "Number Thirteen"              | Red Fang                        | 2011       |
| "(I Can't Get No) Satisfaction | The Rolling Stones              | 1965       |
| "The Spider and the Fly"       | The Rolling Stones              | 1965       |
| "Play with Fire"               | The Rolling Stones              | 1965       |
| "Panic Switch"                 | Silversun Pickups               | 2009       |
| "Me and the Bean"              | Spoon                           | 2001       |
| "Vasoline"                     | Stone Temple Pilots             | 1994       |
| "Mean Bitch"                   | Taddy Porter                    | 2010       |
| "A More Perfect Union"         | Titus Andronicus                | 2010       |
| "Burnished"                    | White Denim                     | 2011       |
| "Icky Thump"                   | The White Stripes               | 2007       |
| "Chimney"                      | The Yellow Moon Band            | 2009       |
| "I Want Some More"             | Dan Auerbach                    | 2009       |
| "Run Back to Your Side"        | Eric Clapton                    | 2010       |
| Take Me Out"                   | Franz Ferdinand                 | 2004       |
| "I Miss You"                   | Incubus                         | 1999       |
| "Use Somebody"                 | Kings of Leon                   | 2008       |
| "Are You Gonna Go My Way"      | Lenny Kravitz                   | 1993       |
| "Surf Hell"                    | Little Barrie                   | 2011       |
| "Unnatural Selection"          | Muse                            | 2009       |
| "Plug In Baby"                 | Muse                            | 2001       |
| "Go With the Flow"             | Queens of the Stone Age         | 2002       |
| "California Brain"             | RapScallions                    | 2011       |
| "Gobbledigook"                 | Sigur Rós                       | 2008       |
| "Between the Lines"            | Stone Temple Pilots             | 2010       |
| "I Can't Hear You"             | The Dead Weather                | 2010       |
| "Do You Remember"              | The Horrors                     | 2009       |
| "Outshined"                    | Soundgarden                     | 1991       |
| "Under Cover of Darkness"      | The Strokes                     | 2011       |
| "Good Enough"                  | Tom Petty and the Heartbreakers | 2010       |
| "Slither"                      | Velvet Revolver                 | 2004       |
| "Angela"                       | Jarvis Cocker                   | 2009       |

A fentieken kívül 6 további zeneszám válik elérhetővé a játékban, amikor kétszeres közönségsikert arat a játékos egy koncerten. Ezek a következők:
| Zeneszám                   | Előadó            | Kiadás éve |
| -------------------------- | ----------------- | ---------- |
| "Ricochet"                 | Brian Adam McCune | 2011       |
| "Boss"                     | Chris Lee         | 2011       |
| "Space Ostrich"            | Disonaur          | 2011       |
| "Jules"                    | Seth Chapla       | 2011       |
| "The Star Spangled Banner" | Seth Chapla       | 2011       |
| "Six AM Salvation"         | Versus Them       | 2011       |

## Mini-játékok

### Guitarcade
A Rocksmith-ben úgynevezett "Gitárkád" mini-játékok érhetőek el, melyek a játéktermi árkád játékokhoz hasonlatosak és mindegyikének legfontosabb célja, hogy a játékos különféle képességeit fejlesszék, lehetőleg szórakoztató módon. Ezeket fokozatosan teszi elérhetővé a játék, annak megfelelően ahogyan a használója egyre jobban fejlődik és újabb technikákat sajátít el.
- Ducks - A bundok helyének memorizálását segítő játék. Ebben a mini-játékban a játékos felől menekülő kacsákat kell lelőni a mély "E" húr megfelelő hangjának pendítésével.
- Super Ducks - Hasonló a Ducks-hoz, ám itt már mind a hat húrt használni kell. A kacsák itt a játékos felé közelítenek.
- Scale Runner - A zenei hangsorok oktatására szolgáló játék.
- Quick Pick Dash - A tremoló technika oktatására szolgáló játék.
- Big Swing Baseball - A hajlítás technikájának oktatására szolgáló játék. Egy baseball játék során a játékos olyan módon tudja elütni a feléje dobott labdát, hogy a megfelelő húrt a megfelelő időben lefogja, megpendíti, majd a hajlítás technikáját alkalmazza.
- Super Slider - A csúsztatás technikájának oktatására szolgáló játék. A képernyő tetején megjelenő színes négyzeteket a megfelelő hang lependítésével, majd a csúsztatás alkalmazásával kell a megfelelő helyre csúsztatni. A cél, hogy így minél nagyobb mennyiségű azonos színű négyzetet kerüljön egy csoportba, amelyek ilyenkor eltűnnek.
- Dawn of the Chordead - Az akkordok oktatására szolgáló játék. Amennyiben a játékos sikeresen lefogja és lepengeti a megjelenő akkordot, a képernyőn megjelenő zombikat sikeresen likvidálja, s pontot szerez.
- Harmonically Challenged - A hangzatok gyakorlására szolgáló játék.

### Technique Challenges
Avagy más néven technikai kihívások, amelyek a játékban elérhető 12 különböző játéktechnikát segítenek elsajátítani, azok bemutatásával. Egy-egy speciálisan erre a célra megírt zeneszámon gyakorolni is lehet. A basszusgitárhoz az alap technikákon kívül továbbiakat lehet elsajátítani ugyanitt.

### Riff Repeater
A Riff Repeater (Riff Ismétlő) segítségével minden egyes zeneszám részekre bontható, és ezen részei begyakorolhatók a következő 3 mód valamelyikével: 
- Free Play - A játékos szabadon játszik, s a cél, hogy minden egyes hangot lejátsszon. Amennyiben elvét egy-egy hangot, a játék visszateker és megvárja míg a játékos lefogja és lependíti a megfelelő hangzást.
- Leveler - Alacsony szintről indul és több lehetőséget nyújt a felhasználónak a riff helyes elsajátítására. A szint folyamatosan emelkedik 100%-ig, amikor e felhasználó mesterévé vált az adott riff lejátszásának.
- Accelerator - Automatikusan igyekszik felismerni a játékos tudásszintjét, majd ehhez állítja be a sebességet, mely a sikeres próbálkozások során folyamatosan egyre gyorsul, a végleges sebességig. A sebesség beállítására kézileg is mód van.

### Amp Mode
Az Amp Mode (Erősítő Mód) lényegében egy testre szabható erősítővé alakítja a kérdéses konzolt vagy PC-t, amelyben az erősítő beállítások és pedálok széles skálája érhető el. Az Erősítő módban a játékosnak 3 pedál hely áll a rendelkezésére. Ezek segítségével egyedi hangzások építhetők, amelyek aztán elmenthetőek és egy-egy billentyűre kötve akár a játék során is felhasználhatóak.

## Letölthető tartalom
A játék további zeneszámokat és "felszereléseket" bocsát a felhasználó rendelkezésére letölthető tartalom formájában. A letölthető tartalmak listája a Rocksmith angol weboldala alapján:

### Csomag - Classic Rock Pack
| Zeneszám                                       | Előadó             | Kiadás éve |
| ---------------------------------------------- | ------------------ | ---------- |
| "Free Bird"                                    | Lynyrd Skynyrd     | 1974       |
| "Smoke on The Water (1997 Roger Glover Remix)" | Deep Purple        | 1997       |
| "More Than a Feeling"                          | Boston             | 1976       |
| "Barracuda"                                    | Heart              | 1977       |
| "Soul Man"                                     | The Blues Brothers | 1967       |
| "Message in a Bottle"                          | The Police         | 1979       |
| "Roxanne"                                      | The Police         | 1978       |
| "Synchronicity II"                             | The Police         | 1983       |
| "Bohemian Rhapsody"                            | Queen              | 1975       |
| "Fat Bottomed Girls"                           | Queen              | 1978       |
| "Keep Yourself Alive"                          | Queen              | 1973       |
| "Killer Queen"                                 | Queen              | 1974       |
| "Stone Cold Crazy"                             | Queen              |            |
| "(Sittin' On) The Dock of the Bay"             | Otis Redding       | 1968       |

### Egyesével letölthető tartalmak
| Név                         | Tartalom                             | Megjegyzés                                                                                             |
| --------------------------- | ------------------------------------ | --- |
| Heavy Metal Gear Pack       | Heavy metál felszereléscsomag        | Elérhetővé teszi a heavy metál felszerelést                                                            |
| Time Saver Gear             | Felszereléscsomag                    | Elérhetővé teszi az erősítők és egyéb felszerelések java részét                                        |
| Time Saver Bundle           | Felszerelések + helyszínek + gitárok | Elérhetővé teszi az összes koncerthelyszínt, gitárt, basszusgitárt, mini-játékot és bónusz zeneszámot. |
| Time Saver Guitarcade       | Gitárkád játékcsomag                 | Elérhetővé teszi az összes mini-játékot.                                                               |
| Time Saver Venues           | Koncerthelyszínek                    | Elérhetővé teszi az összes koncerthelyszínt.                                                           |
| Time Saver Guitars & Basses | Gitár és basszusgitár csomag         | Elérhetővé teszi az összes gitárt és basszusgitárt ami az Erősítő módban látható.                      |
| Time Saver Bonus Songs      | Bónusz zeneszámok                    | Elérhetővé teszi mind a 6 bónusz zeneszámot.                                                           |
| Bright Lights               | Zeneszám                             | Előadó: Gary Clark Jr.                                                                                 |
| Paris                       | Zeneszám                             | Előadó: Grace Potter And The Nocturnals                                                                |
| Caring is Creep             | Zeneszám                             | Előadó: The Shins                                                                                      |
| Bodysnatchers               | Zeneszám                             | Előadó: Radiohead                                                                                      |
| 20th Century Boy            | Zeneszám                             | Előadó: T. Rex                                                                                         |
| Symphony of Destruction     | Zeneszám                             | Előadó: Megadeth                                                                                       |
| Hangar 18                   | Zeneszám                             | Előadó: Megadeth                                                                                       |
| Dammit                      | Zeneszám                             | Előadó: Blink-182                                                                                      |
| What's My Age Again?        | Zeneszám                             | Előadó: Blink-182                                                                                      |
| All the Small Things        | Zeneszám                             | Előadó: Blink-182                                                                                      |
| Kryptonite                  | Zeneszám                             | Előadó:3 Doors Down                                                                                    |
| The Thrill is Gone          | Zeneszám                             | Előadó: B.B. King                                                                                      |
| Pumped Up Kicks             | Zeneszám                             | Előadó: Foster The People                                                                              |
| Hit Me With Your Best Shot  | Zeneszám                             | Előadó: Pat Benetar                                                                                    |

## Névvita
Amikor a Ubisoft bejelentette igényét a "Rocksmith" márkanévre Európában 2011 márciusában, hivatalos ellenjegyzést nyújtottak be egy azonos nevű angol zenekar nevében, amely jelezte, hogy már négy éve használja és nyolc éve regisztrálta a nevet.

## Fogadtatás
A Rocksmith fogadtatása nemzetközileg és Magyarországon is túlnyomóan pozitív volt, kiemelve azt a tényt, hogy ennek a játéknak az esetében a valódi életben is használható tudást szerez a játékos. 
Az intuitív oktatási módszeren túl pozitívumként említik még a kiváló grafikát, valamint, hogy nehézségi szint beállítása helyett a játék folyamatosan alkalmazkodik felhasználója aktuális tudásához. Dicséretet kaptak a mini-játékok is, amelyek segítségével úgy tanulja meg a különféle technikákat és új képességeket használni a játékos, hogy azt gyakran észre sem veszi.
Negatívumként néha éppen a nehézségi szint szabályozásának hiányát vetik fel. Egyes esetekben negatívumként értékelik a bizonyos konfigurációkon fellépő hang-csúszást is, amelynek elhárítására a Ubisoft külön leírást tett közzé a játék hivatalos oldalán. Negatív kritikát kapott ezen kívül még a játék menüje is, amely elsőre zavaró lehet.
A játékot - valószínűleg főképpen a grafikus tálalása miatt - gyakran sorolják a klasszikus ritmus- és partijátékok közé, ahol olyan címekkel kerül összehasonlításra, mint a Rockband, vagy a Guitar Hero széria tagjai. Fontos megjegyezni azonban, hogy míg az említett ritmus- és partijátékok leginkább a könnyen emészthető szórakoztatást helyezik előtérbe, addig a Rocksmith valójában közelebb áll egy játékos oktatóprogramhoz, ami élvezetesen igyekszik teljesíteni feladatát, s bizonyos szempontból többnek tekinthető egyszerű szórakoztató eszköznél.